# Mur de so
El mur de so (en anglès: wall of sound, també conegut com a Spector Sound) és una tècnica de producció musical creada pel productor nord-americà Phil Spector dins la música pop/rock en Gold Star Studios durant els anys 60. La idea era explotar les possibilitats que ofereix un estudi de gravació, utilitzar el mateix estudi com si fos un instrument amb cambres de ressò i mitjançant l'afegit de diverses capes de so amb diversos instruments i/o veus, formant la sensació d'homogeneïtat que transmet una orquestra simfònica, i que sonés bé en les ràdios i màquines de discos de l'època... Va aconseguir els resultats desitjats amb l'ajuda de l'enginyer d'àudio Larry Levine i el conglomerat de músics d'estudi conegut com The Wrecking Crew.
Spector va reunir a grans grups de músics tocant alguns instruments que generalment no s'usen per tocar en conjunt (per exemple, guitarres elèctriques i acústiques), sovint duplicant i triplicant molts instruments tocats en el mateix to, capa per capa per donar la sensació d'un mur de so. A més, Spector va arreglar les cançons per a grans grups de músics tocant instruments, o afegint veus, tradicionalment associats amb orquestres, per exemple, violins o grans cors. El propi Spector va dir de la seva tècnica que era "un enfocament wagnerià del rock & roll: petites simfonies per als nens", referint-se al fet que aquest mètode de producció era com afegir la idea d'una orquestra de música clàssica com Wagner dins de la música pop/rock, la fusió de dos estils completament diferents.
És una tècnica que en aquella època va ser tendència, però actualment s'ha perdut en favor de música amb produccions més senzilles, és a dir, amb menys instruments i més silencis.

## Orígens

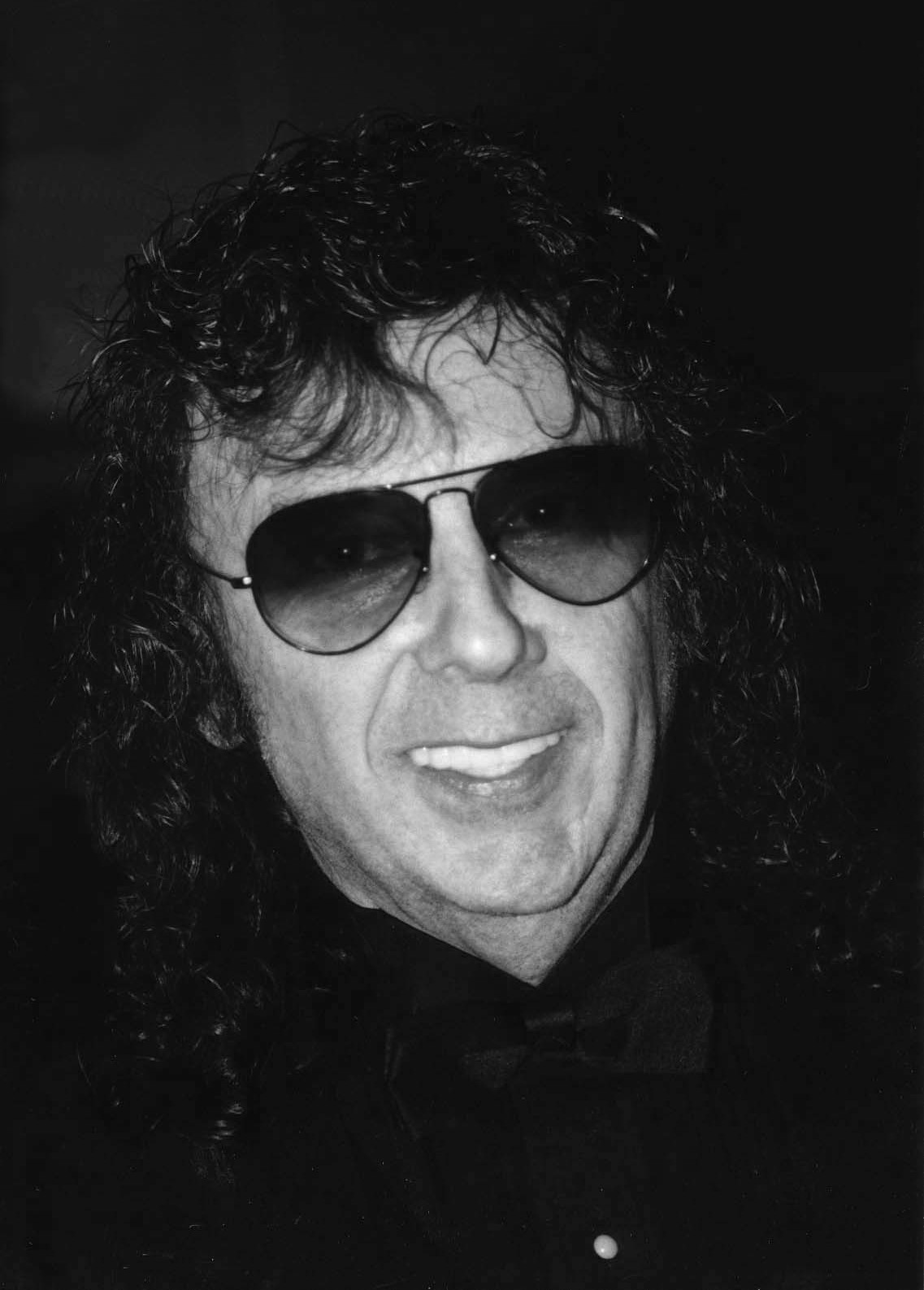
Phil Spector, creador del mur de so

A meitat de la dècada dels anys 50, Spector treballava amb els compositors Jerry Leiber i Mike Stoller durant un període on van buscar un so més ple per l'ús d'instrumentació excessiva, utilitzant fins a cinc guitarres elèctriques i quatre percussionistes. Això més tard va evolucionar al mur de so, el qual Leiber i Stoller van considerar que era molt distint del que feien. La primera producció de Spector va ser el single escrit per ell mateix "Don't You Worry My Little Pet" al 1957, interpretada amb el seu grup The Teddy Bears. La gravació es va aconseguir prenent una demo de la cançó i reproduint-la en el sistema d'altaveus de l'estudi per sobre gravar una altra actuació sobre ella. El producte final va ser una cacofonia, amb veus d'harmonia apilades que no es podien escoltar amb claredat. Passaria els propers anys desenvolupant encara més aquest mètode de gravació poc ortodox.
En els 60, Spector normalment treballava dins dels Gold Star Studios a Los Angeles a causa de les seves cambres d'eco excepcionals. Normalment també treballava amb enginyers d'àudio com Jerry Levine i amb músics d'estudi com la banda The Wrecking Crew. La suma dels seus esforços es designaria oficialment com "Wall of Sound de Phil Spector" per Andrew Loog Oldham, qui va encunyar el terme com a publicitat pel single de 1964 de Righteous Brothers "You Have Lost That Lovin 'Feeling".

## Tècnica utilitzada per Phil Spector
A la dècada dels 60, Spector treballava normalment a Gold Star Studios a causa de les seves cambres de ressò excepcionals, essencials per a la tècnica del mur de so. El mètode que utilitzava era capturar el so mitjançant micròfons a l'estudi de gravació per, després, transmetre-ho a una cambra de ressò (una habitació en el soterrani equipada amb altaveus i micròfons). El senyal de l'estudi es reproduïa a través dels altaveus i ressonava a l'habitació, sent captada pels micròfons. El so carregat de ressò es va canalitzar de nou a la sala de control, on es feia la transferència a la cinta.
La reverberació natural i el ressò de les dures parets de la sala van donar a les seves produccions la seva qualitat distintiva i van donar com a resultat un so ric i complex quan es reprodueix en la radio AM, amb una profunditat impressionant que rares vegades s'escolta en gravacions mono, de les quals Spector era un ferm defensor oposant-se a la tendència, sorgida en aquella època, de les gravacions en estèreo.

## Cançons cèlebres

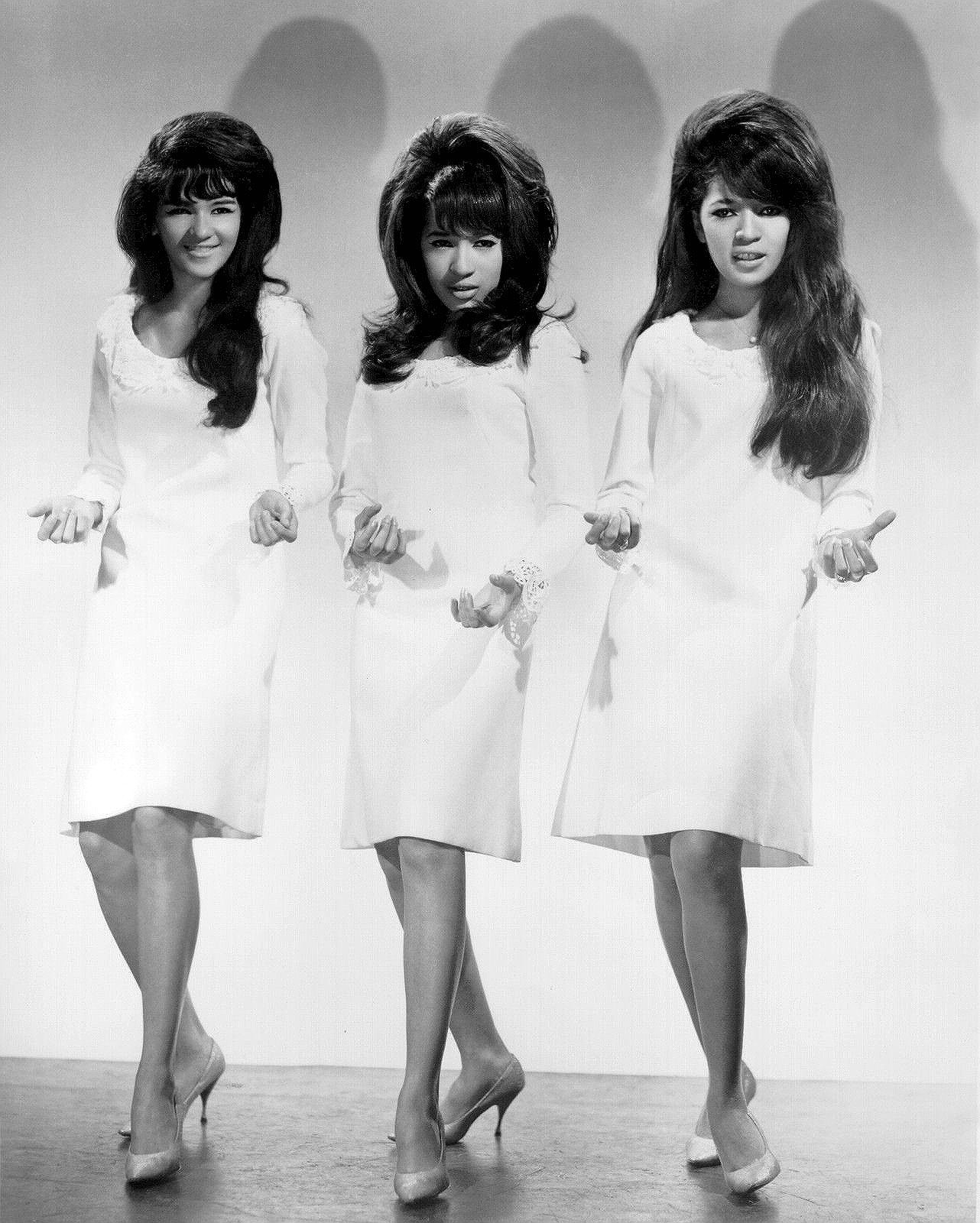
The Ronettes, uns dels primers grups en utilitzar el mur de so en les seves cançons gràcies a Phil Spector

- Be My Baby i Sleigh Ride per The Ronettes el 1963
- Da Doo Ron Ron per The Crystals
- River Deep, Mountain High de Ike and Tina Turner, que Phil Spector va considerar el millor exemple del "Wall of Sound"[4]

- God Only Knows i els àlbums ''Pet Sounds i Smile' dels Beach Boys - produïts per Brian Wilson

Exemples més tardans i no produïts per Phil Spector o Brian Wilson:
- Dancing Queen per ABBA
- Bohemian Rhapsody per Queen
- Born to Run per Bruce Springsteen and the E Street Band
- All I Want for Christmas Is You per Mariah Carey
- Baby, I Love You pels Ramones